# Cephalelus cygnastylus
Cephalelus cygnastylus är en insektsart som beskrevs av Davies 1988. Cephalelus cygnastylus ingår i släktet Cephalelus och familjen dvärgstritar. Inga underarter finns listade i Catalogue of Life.